# سعيدة بنت خاطر الفارسي
 سعيدة بنت خاطر الفارسي شاعرة عُمانية ولدت عام 1956.

## حياتها
ولدت سعيدة الفارسي في ولاية صور التي كانت جزءاً من محافظة الشرقية. تخرجت من جامعة الكويت عام 1976 بعد أن حصلت على درجة البكالوريوس في الأدب العربي والشّريعة الإسلاميّة. حصلت الفارسي أيضاً على الدّرجة في التربية والتعليم، بدأت عندها دراسة الماجستير بتخصص نقد الأدب العربي، حيث كان جزءأ من عملها الأدبي وعملت بصفة مساعدة عميد شؤون الطلاب ومسؤولة النشاط الثقافي بجامعة السلطان قابوس من سنة 1986 - 1996.، وكانت عضواً في لجنة النادي الثقافي لعدد من الكليات. كما عملت سعيدة الفارسي رئيسة تحرير مجلة  الأمنية .
حصلت الأديبة على شهادة الدكتوراه في النقد العربي والبلاغة والأدب المقارن من كلية دار العلوم جامعة القاهرة 2002 عن موضوع الاغتراب في شعر المرأة الخليجية
وبسبب أعمالها نالت الفارسي عدداً من الجوائز المحليّة، بالإضافة لميدالية الملوك والأمراء من مجلس التعاون الخليجي في الآداب.

## أعمالها
- ديوان مد في بحر الأعماق عام 1986.
- ديوان أغنيات للطفولة والخضرة عام 1991.[3]
- ديوان «إليها تحج الحروف» عام 2003.
- ديوان «قطوف الشجرة الطيبة» عام 2004 وهو ديوان شعر شعبي.
- ديوان «وحدك.. تبقى صلاة يقيني» عام 2005
- ديوان «موشومة تحت الجلد» عام 2006.
- ديوان «مازلت أمشي على الماء» عام 2009.
- ديوان شعر للأطفال بعنوان «أنشودتي».
- ديوان شعر للأطفال بعنوان «بهم نقتدي».[4]

وقد صدر للأديبة في النقد:
- «سوسنة المنافي» حمدة خميس وتحولات الاغتراب السياسي قراءة في الشعر الخليجي المعاصر، دراسة نقدية، القاهرة 2003.
- «سعاد الصباح بين الاستلاب والاغتراب»، قراءة في الشعر الخليجي المعاصر، دراسة نقدية. القاهرة 2003.
- «انتحار الأوتاد» دراسة في اغتراب سعدية مفرِّح، قراءة في الشعر الخليجي المعاصر، القاهرة 2004.
- «على شفا حفرة» دراسة في الاغتراب الصوفي لدى زكية مال الله، قراءة في الشعر الخليجي المعاصر، القاهرة 2004.[5]